# Forum Gano
Le Forum Gano , littéralement Forum du peuple, est un parti politique du Bangladesh. Il est né d'une scission de la Ligue Awami et de la fusion de groupes de la société civile en 1992. Le parti est dirigé par l'un de ses fondateurs, le Dr Kamal Hossain, avocat constitutionnel et juriste international.

## Membres
L'ancien ministre des finances bangladais Abul Maal Abdul Muhith (en) a été secrétaire général du parti puis, après la mort de Saifuddin Ahmed Manik (en) en 2008, Mostafa Mohsin Montu (en). Depuis, le Dr Reza Kibria occupe le poste de secrétaire général.  
Des politiciens chevronnés, anciens membres du Parlement, tels que l'avocat Zahirul Islam et Mofizul Islam Khan Kamal (en) font partie du Gano Forum. Kamal est le président exécutif du parti. Amsaa Amin, Abu Sayeed, A. H. M. Khalequzzaman, Shubrata Chowdhury, Mostafa Mohsin Montu (en), Sultan Mohammad Mansur Ahmed (en) et Reza Kibria sont les candidats du Gano Forum issus du Jatiya Oikya Front aux élections générales bangladaises de 2018.

## Histoire
Le parti a été fondé le 19 juin 1992 par Kamal Hossain, qui en est également le président depuis cette date,. Avant 1992, Hossain avait été un partisan de la Ligue Awami et avait joué un rôle non négligeable au cours des deux premières décennies suivant l'indépendance du Bangladesh. Il avait participé à l'élaboration de la constitution bangladaise, puis avait été ministre dans le premier gouvernement du Bangladesh indépendant sous Sheikh Mujibur Rahman, et avait été le principal candidat de la Ligue Awami lors des élections présidentielles de 1981 (en). Les critiques ultérieures ont cependant reproché à Hossein de devoir toutes ses positions politiques exclusivement à sa relation étroite avec Mujibur Rahman.
En 1992, après la défaite de la Ligue Awami aux élections législatives (en), des luttes de leadership internes au parti ont eu lieu et Hossein a rompu avec la dirigeante du parti, Sheikh Hasina. Il a quitté la Ligue Awami avec quelques autres personnes et a fondé son propre parti, le Gano Forum. Lors de sa création, le nouveau parti a proclamé comme objectif l'établissement d'une société juste et démocratique au Bangladesh ainsi que le développement économique du pays. Depuis lors, le parti a été un vecteur essentiel des ambitions politiques de Hossain. Au cours des 20 années qui se sont écoulées entre 1992 et 2012, seules quatre réunions du parti ont eu lieu, au cours desquelles Kamal Hossain a été confirmé à la tête du parti.
Au cours des deux décennies qui ont suivi sa création, Gano Forum n'a jamais obtenu de mandat lors des élections législatives. De 2001 à 2006, le parti s'est allié à la Ligue Awami. Cette alliance a toutefois été rompue avant les élections législatives de 2008. Lors de ces élections, Gano Forum a participé à une alliance de petits partis, le Jukto Front, mais n'a remporté aucune circonscription. Il n'a pas non plus été représenté au Parlement après les élections législatives de 2014.
En prévision des élections législatives de 2018, le 13 octobre 2018, le Jatiya Oikya Front (Front national uni), une alliance électorale composée du Parti nationaliste (BNP) et de trois petits partis, dont le Gano Forum, s'est formé. Le BNP a accepté de soutenir les candidats respectifs de GF dans six circonscriptions. Dans l'une d'entre elles (Maulvibazar-2), GF a battu de justesse le candidat de Bikalpa Dhara Bangladesh. De plus, GF a remporté la circonscription de Sylhet-2, où la candidate du BNP n'avait pas été autorisée par la commission électorale.
Après une longue hésitation, les deux députés élus ont déclaré qu'ils prêteraient serment le 7 mars 2019 et qu'ils occuperaient leurs sièges au nouveau parlement.